# Dispositivo Clave 41

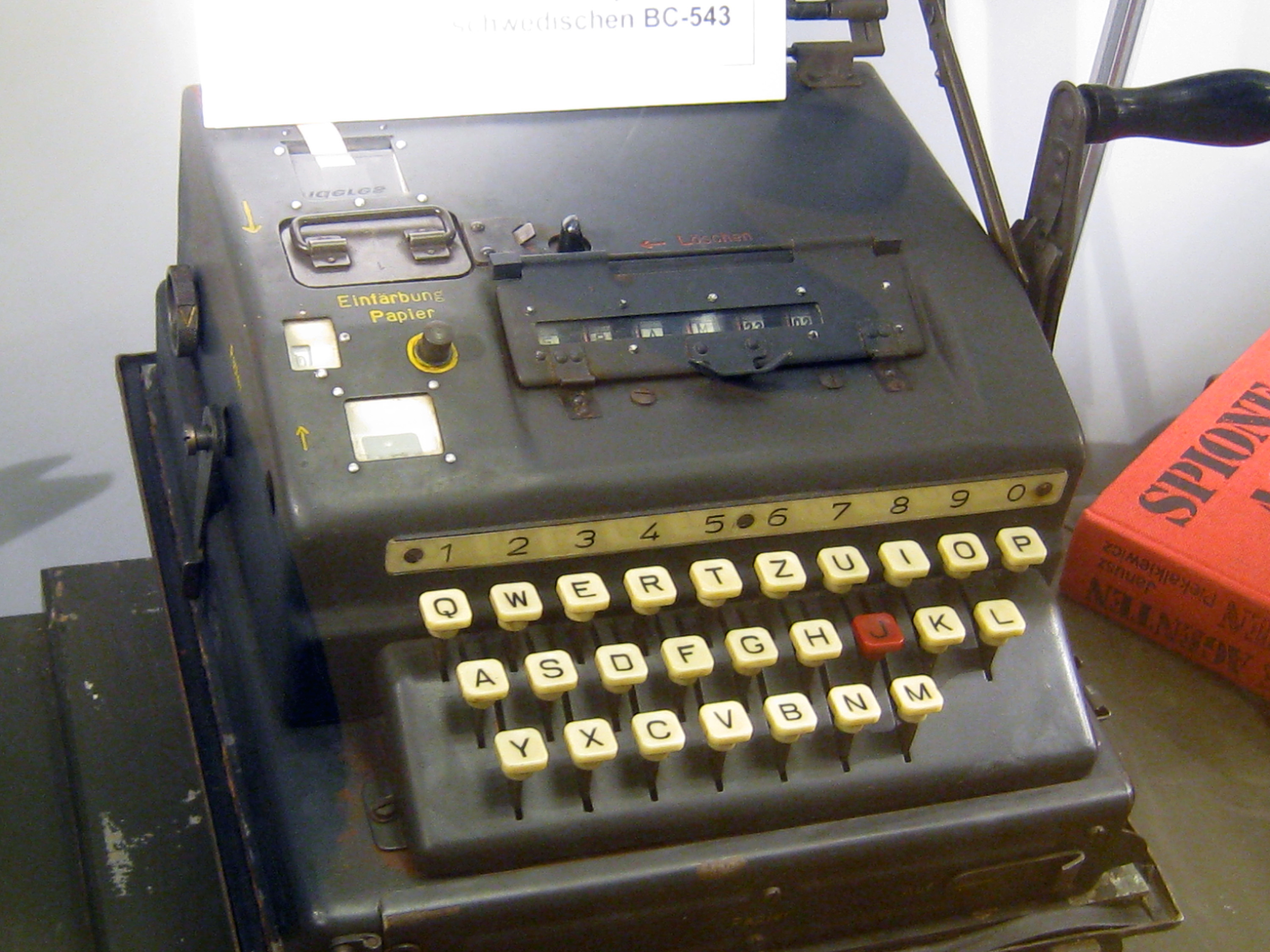
Schlüsselgerät 41 en el museo de Fort Reuenthal

El Schlüsselgerät 41 (nombre original en alemán del Dispositivo Clave 41), también conocido como SG-41 o molino de Hitler, fue una máquina de cifrado mediante rotores producida por primera vez en 1941 en la Alemania nazi, diseñada como sucesora potencial de la máquina Enigma. Tuvo un uso limitado por parte de la "Abwehr" (inteligencia militar alemana) hacia el final de Segunda Guerra Mundial.

## Historia

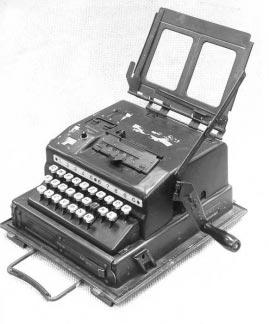
Una SG-41 lista para cifrar texto

El dispositivo SG-41 fue creado por encargo del Inspectorate 7/VI del Heereswaffenamt (Agencia de Armamento Alemana), como una colaboración entre el criptógrafo alemán Fritz Menzer y la empresa Wanderer, un fabricante líder de máquinas de escribir. La máquina también adquirió el sobrenombre de "molino de Hitler" debido a la gran manivela unida al costado de la unidad. En lugar de utilizar un panel de luces como la máquina Enigma, el SG-41 imprimía tanto el texto sin formato como el texto cifrado del mensaje en dos cintas de papel. Debido a la escasez en tiempos de guerra de metales ligeros como el aluminio y el magnesio, la máquina pesaba aproximadamente 13,5 kilogramos (29,8 lb), lo que la hacía inadecuada para su uso en las líneas del frente.
Menzer tenía la intención de que la SG-41 reemplazara completamente a la Enigma, que consideraba que ya no era segura, y la Luftwaffe y la Armada encargaron alrededor de 11.000 unidades.
Se produjeron un total de 1000 unidades. Varias fuentes dan cifras de producción tan bajas como 500 unidades debido a la escasez de materiales, pero la producción se detuvo después de alcanzarse las 1000 unidades, ya que se consideró demasiado pesada para su uso en el frente. En diciembre de 1943, el general Fritz Thiele ordenó que la producción cesara a finales de 1944. A partir del 12 de octubre de 1944, comenzaron las primeras entregas al "Abwehr". En los últimos meses de la guerra, la Abwehr utilizó la SG-41 en lugar de la Enigma.

## Funcionamiento

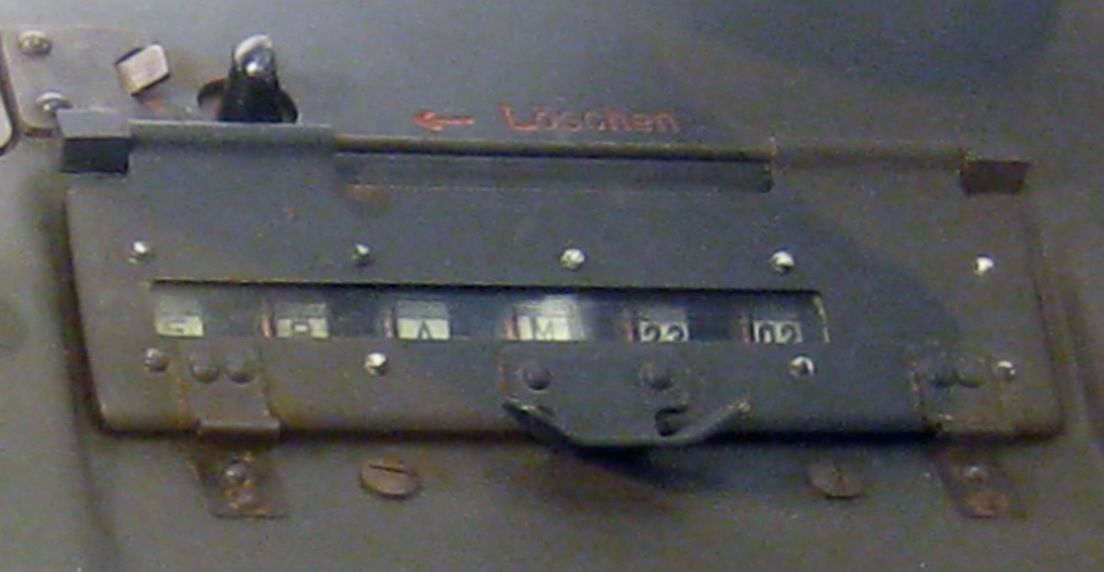
La SG-41 tenía seis rotores de cifrado

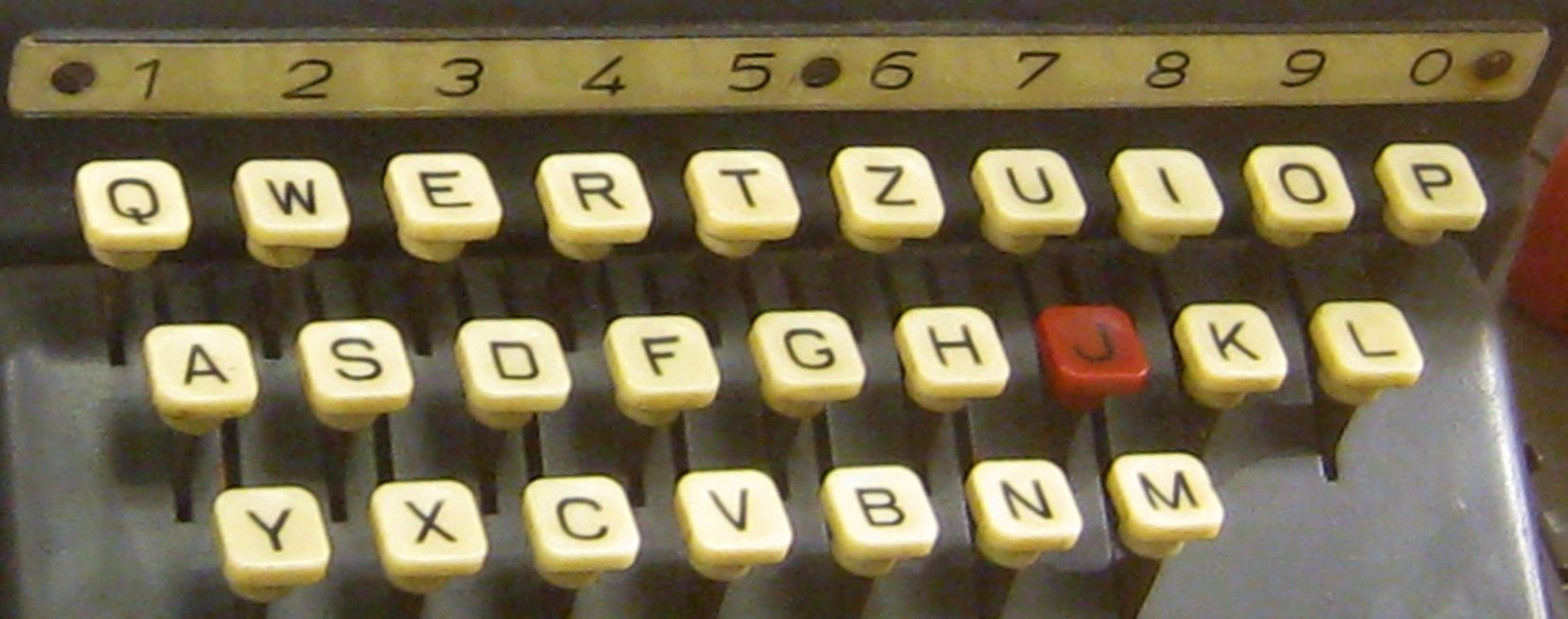
La tecla "J" estaba marcada en rojo, y se usaba para cambiar el teclado entre letras y cifras; así, "JRQJ" representaba "41"

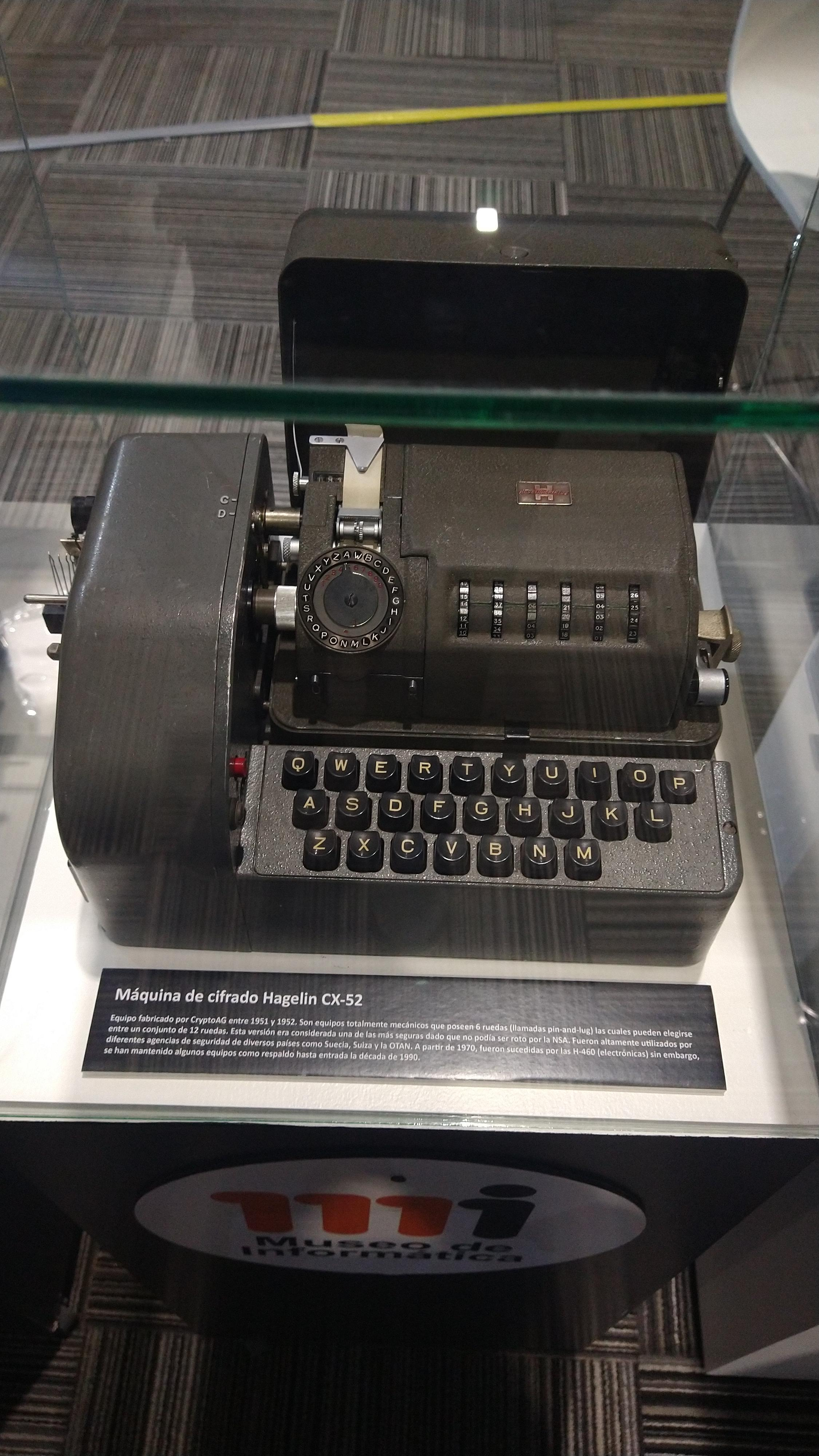
Hagelin CX-52 del Museo de la Informática de Argentina, expuesto en la Ekoparty 2023

Funcionalmente, la máquina tenía mayores similitudes con la Serie C de Boris Hagelin. La SG-41 tenía "seis" rotores de cifrado, en comparación con la Enigma, que tenía tres o cuatro, además de una serie de características avanzadas, lo que la hacía mucho más resistente al criptoanálisis que la Enigma u otras máquinas de Hagelin contemporáneas. Mientras los rotores Enigma avanzaban uno por cada letra cifrada, las ruedas del SG-41 interactuaban entre sí y se movían irregularmente, tanto hacia adelante como hacia atrás. Una funcionalidad similar no se adoptó en una máquina de cifrado producida en serie hasta 1952, con la llegada de la Hagelin CX-52.

## Criptoanálisis
Los descifradores de códigos aliados en Bletchley Park consideraron el dispositivo como un "misterio". Solo un puñado de mensajes se pudieron descifrar durante la guerra, es decir, cuando dos mensajes estaban codificados "a fondo", es decir, encriptados con la misma clave. El funcionamiento interno del dispositivo no estaba claro hasta después de la guerra, por lo que no fue posible realizar un criptoanálisis sistemático de los mensajes. Los descifradores de códigos aliados se refirieron a ella como una "máquina notable".

## SG-41Z
En los últimos meses de la guerra, se construyeron 550 unidades adicionales, que se conocen como SG-41Z. Este modelo solo permitía cifrar los números del 0 al 9 y fue utilizado por la Luftwaffe para los informes meteorológicos.

## Hallazgo cerca de Aying
El 5 de mayo de 2017, dos cazadores de tesoros aficionados encontraron una SG-41 usando un detector de metales en un bosque cerca de la ciudad bávara de Aying, enterrado aproximadamente a 40 centímetros (15,7 plg) de profundidad. Los aficionados donaron su hallazgo al Deutsches Museum de Múnich en lugar de venderlo de forma privada. El museo tiene la intención de conservarla en su estado actual y de mostrarla en una nueva exhibición permanente, Bild – Schrift – Codes.